# 沃姆扎

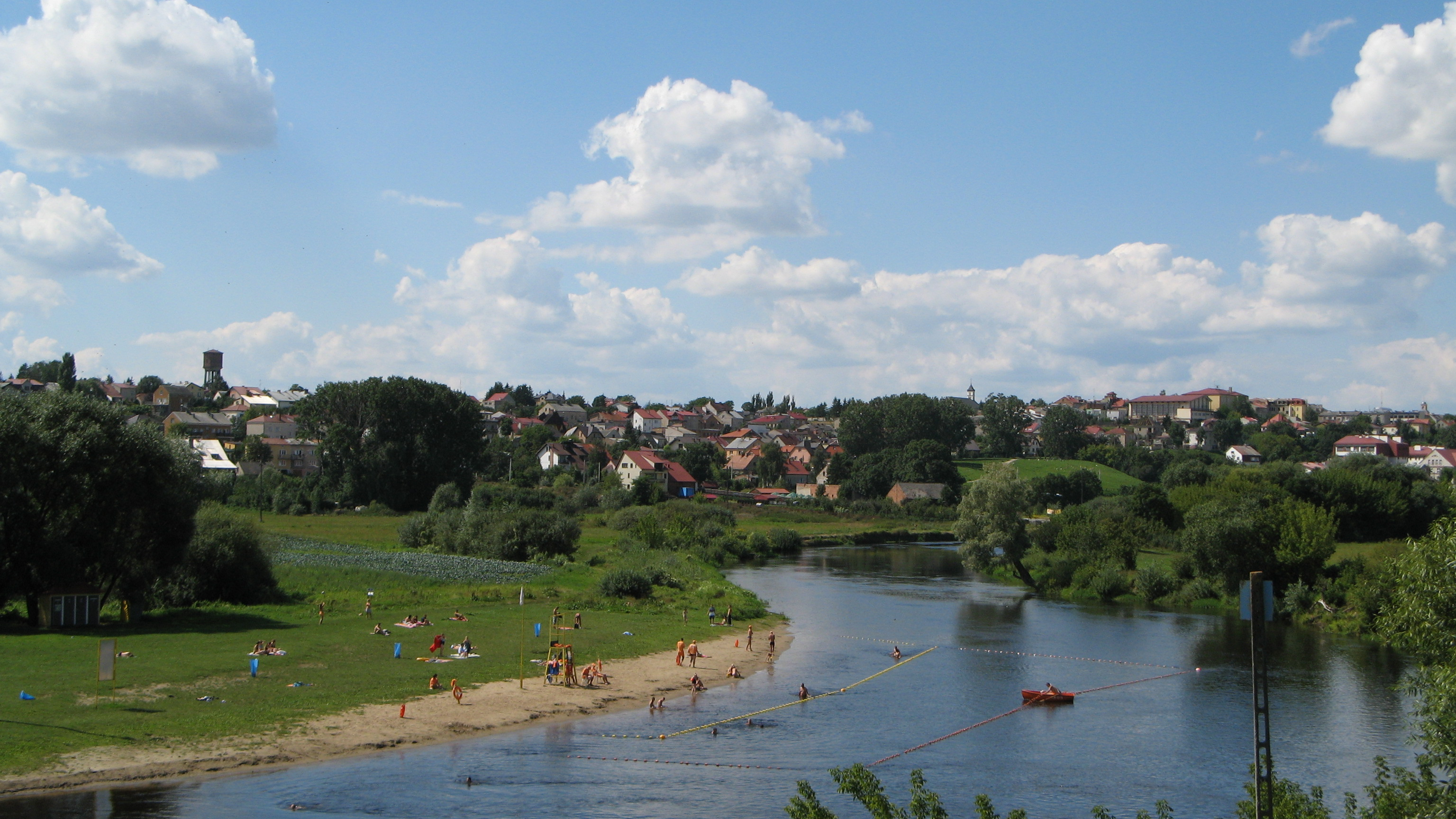

沃姆扎（波蘭語：Łomża；波蘭語發音：[ˈwɔmʐa]）是波蘭的城鎮，位於該國東北部，距離首府比亞韋斯托克約81公里，由波德拉謝省負責管轄，始建於九世紀，面積32.67平方公里，海拔高度95米，2007年人口63,036。原俄羅斯帝國沃姆札省省会。
53°11′N 22°05′E / 53.183°N 22.083°E